# Торможение возврата
Торможения возврата (англ. Inhibition of return, IOR) в психологии — феномен замедления направления внимания на те объекты, на которые за некоторое время до этого (300—1500 мс) внимание уже было обращено. Впервые получен и описан в зрительной модальности Майклом Познером и Йоавом Коэном в 1984 году.
Феномен IOR обычно рассматривают как одно из базовых проявлений механизма распределения внимания в силу универсальности и кросс-модальности, так что в когнитивной психологии внимания его иногда используют как маркер для проверки научных гипотез.

## История

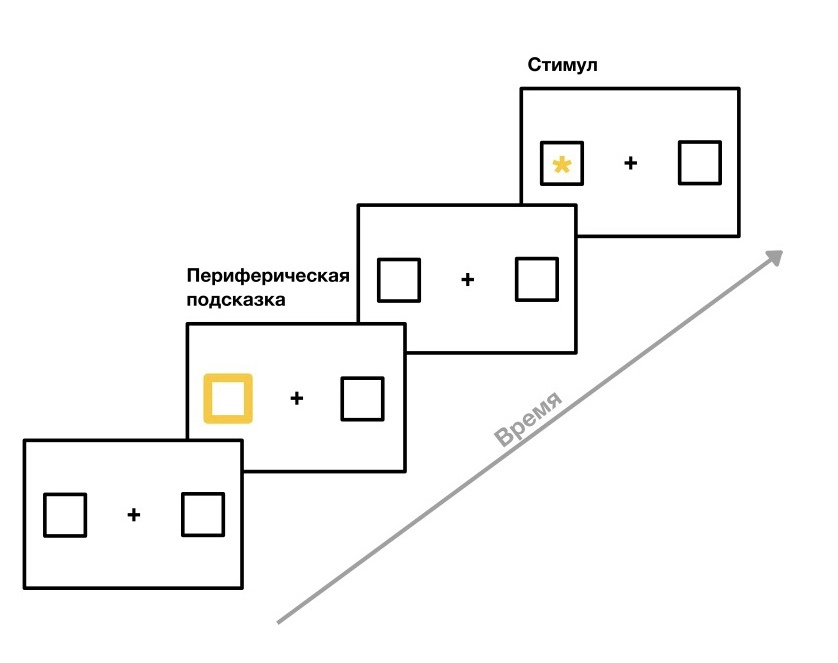
Схема эксперимента с верной периферической подсказкой, приводящая к возникновению феномена IOR

Феномен IOR был впервые получен М. Познером и коллегами в лабораторном эксперименте при варьировании параметров предъявления стимуляции в разработанной авторами методике подсказки. В экспериментах испытуемый фиксирует взгляд на центральной точке и решает задачу обнаружения простого зрительного стимула с помощью периферического зрения. Перед появлением стимула испытуемому предъявляется «подсказка» — другой стимул, визуально отличающийся от целевого, который призван ориентировать внимание испытуемого в место возможного появления стимула. Подсказка может быть «верной» (указывающей верное направление целевого стимула) и «ложной» (указывающей ложное направление). В зависимости от задач эксперимента количество «верных» и «ложных» подсказок варьируется. Подсказка может быть как центральной (предъявляться в области фиксационной точки), так и периферической (предъявляться на месте целевого стимула). Именно в экспериментах с периферической подсказкой, когда исследователи варьировали временной интервал между стимулом и подсказкой и подошли к значению в 300 мс, было показано, что в случае верной подсказки испытуемому требуется больше времени на обнаружение стимула, чем если бы подсказка была неверной и указывала в противоположном направлении. Такой необычный эффект и был назван феноменом торможения возврата.

## Классическая операционализация феномена
При предъявлении подсказки внимание человека непроизвольно смещается в предсказанное место. Если по истечении определённого времени на предсказанном месте не появилось целевого стимула, или если внимание было повторно смещено в центр при помощи другой подсказки, и при этом на ранее предсказанном месте возникнет целевой стимул, то вниманию потребуется больше времени, чтобы сместиться в то же место, чем если бы стимул появился в ранее не предсказанном месте зрительного поля.

## Виды IOR
Феномен IOR проявляется в широком спектре экспериментальных условий и требований к испытуемому, например, когда внимание направляется наличной динамикой стимуляции или только инструкцией на статичном экране.
Выделяют следующие виды феномена IOR:
1. пространственное и объектное в зависимости от привязки к определённому положению в пространстве, либо к определённому объекту, который может перемещаться в пространстве,
2. цветовое: замедление ответа на предъявление цветного объекта, если его цвет соответствует объекту, который только что был предъявлен на той же самой пространственной позиции,
3. зрительное, слуховое, вибротактильное, кросс-модальное в зависимости от модальности.

Множественность проявления является свидетельством универсальности феномена и множественности его механизмов.

## Механизмы IOR
Классическая модель ориентировки внимания М.Познера рассматривает феномен IOR как следствие предъявляемых средой требований к механизму ориентировки. Эволюционно выгодным является обследование новых (изменяющихся) мест в пространстве по сравнению со статичными, в то время как чрезмерная задержка на одном уже обследованном месте будет невыгодной, так как увеличивается шанс упустить из внимания что-то более важное.
Данное объяснение не является общепринятым, и ряд исследователей предлагают альтернативные гипотезы о механизмах феномена IOR. Изучают вклад мозговых механизмов движений глаз, рабочей памяти, а также отрицательного прайминга. Для объяснения не всегда используется понятие «торможение», например, если понимать внимание как инерционный процесс, феномен IOR становится естественным в силу того, что для перенаправления внимания потребуется некоторое время.
Существует две позиции относительно единства механизмов IOR. Одни исследователи допускают существование двух механизмов торможения возврата — пространственного и объектного, тогда как другие склонны полагать, что феномены «объектного» торможения возврата опосредованы пространственными механизмами.

## Нейрональная основа IOR
Результаты исследований торможения возврата с регистрацией ВП коры головного мозга указывают на то, что в основе торможения возврата лежит механизм внимания, работающий на стадиях сенсорной обработки информации и подготовки ответа, а не глазодвигательное торможение, как считает ряд теоретиков.
В осуществлении IOR задействована теменная кора, ответственная за отбор и интегрирование информации и тесно связанная с процессами внимания. Пациенты с повреждениями в теменной доле в исследовании Познера демонстрировали значительно увеличенное время реакции на пустые пробы при предъявлении стимулов и подсказок на контрлатеральной повреждению стороне.
Как показало исследование Сапир, в запуске феномена IOR участвуют верхние бугры четверохолмия. В её эксперименте у пациентов с небольшим кровоизлиянием в задней части среднего мозга (правый верхний бугорок четверохолмия) IOR проявился асимметрично. Подтверждающие влияние верхних бугров четверохолмия на IOR данные были получены в эксперименте по записи активности отдельных нейронов у макак-резусов.

## Значимость для науки и практики
Исследования феномена торможения возврата к настоящему моменту оформились в отдельную экспериментальную область психологии внимания и восприятия. Феномен IOR оказывается полезен как при проверке фундаментальных гипотез, так и при проведении прикладных научных исследований. Например, Эрнстом Пёппелем и коллегами было высказано предположение о том, что для разных областей зрительного поля действуют функционально различные системы распределения внимания, что проявляется, в частности, в наличии изменения выраженности феномена IOR при переходе из центрального к периферической зоне зрительного поля. Изучение IOR позволяет понять нормативный уровень развития зрительной системы младенца. Также считается, что IOR позволяет выявить критерии релевантности стимулов. Изучение феномена IOR представляет практическую ценность в эргономике при проектировании сложных интерфейсов.